# Канонерские лодки типа «Shun Tien»
 Канонерские лодки типа «Shun Tien» — тип канонерские лодки ВМС Манчжоу-Го. Заложены на верфи Harima Zosensho в Японии, затем в разобранном виде доставлены на верфь Kawasaki (Харбин), где были достроены.
В 1944 году разооружены, артиллерия передана для обеспечения ПВО металлургического завода в Аньшане.
22.08.1945 захвачены советскими войсками в Харбине, 24.8.1945 зачислены в состав ВМС СССР, получили советское вооружение. 02.04.1951 переклассифицированы в учебные корабли. 15.09.1953 переданы Амурскому пароходству, перестроены в грузопассажирские теплоходы, сохранив прежние названия. Списаны в 1960-х годах.

## Представители проекта
| Эсминец                                                                                   | Заложен | Спущен на воду | Начало службы | Конец службы |
| ----------------------------------------------------------------------------------------- | ------- | -------------- | ------------- | ------------ |
| «Shun Tien» «Junten» c 24.08.1945 – КЛ-55 с 3.06.1949 «Башкирия» со 2.04.1951 – «Анадырь» | 1933    | 01.08.1934     | 20.09.1934    | Списан 1968  |
| «Yang Min» «Yomin» c 24.08.1945 – КЛ-57 с 3.06.1949 «Якутия» со 2.04.1951 – «Аят»         | 1933    | 01.08.1934     | 20.09.1934    | Списан 1964  |